# Столороу, Роберт
Роберт Д. Столороу (англ. Robert D. Stolorow; род. 4 ноября 1942, Понтиак, Мичиган, США) — современный американский психолог, психотерапевт и психоаналитик, один из основателей интерсубъективного подхода в психоанализе, доктор философии, преподаватель, тренинг-аналитик и супервизор Института современного психоанализа (Лос-Анджелес); преподаватель Института психоаналитических исследований субъективности (Нью-Йорк); профессор клинической психиатрии в медицинской школе Калифорнийского университета в Лос-Анджелесе; автор и соавтор более 250 статей и 11 книг.

## Биография
Роберт Столороу получил докторскую степень по клинической психологии в Гарвардском университете в 1970 году. В 1974 году получил сертификат по психоанализу и психотерапии от Психоаналитического института последипломной подготовки в Нью-Йорке. В 2007 году Роберт Столороу получил докторскую степень по философии в Калифорнийском университете в Риверсайде.

## Взгляды
Роберт Столороу наряду с Бернардом Брандшафтом, Джорджем Атвудом, Фрэнком Лэчманом и другими современными американскими психоаналитиками является создателем интерсубъективного подхода в психоанализе — одного из новейших психоаналитических направлений, обосновывающего качественно новый подход к пониманию психических феноменов  и к психотерапии. В основе такого переосмысления лежит отказ от классического психоаналитического языка и способа теоретизирования, затрудняющих эмпирическое психоаналитическое исследование, и обращение к исследованию эмпирических условий, в которых протекают как психическое развитие, так и психопатологические процессы. Такими эмпирическими условиями всегда оказываются особые интерсубъективные контексты — наблюдаемые психические явления больше невозможно понимать вне связи с качеством присутствия наблюдателя. Этот поворот в психоаналитическом мышлении несёт на себе заметный отпечаток экзистенциально-феноменологического направления в философии и психотерапии.

## Критика взглядов
Одним из основных упреков в адрес Роберта Столороу и интерсубъективистов предъявляется нетрадиционное использование философского понятия интерсубъективности.

## Основные публикации
- Stolorow, R. D. & Atwood, G. E. (1979). Faces in a Cloud: Subjectivity in Personality Theory. Northvale, NJ: Jason Aronson.
- Atwood, G. E. & Stolorow, R. D. (1984). Structures of Subjectivity: Explorations in Psychoanalytic Phenomenology. Hillsdale, NJ: Analytic Press.
- Stolorow, R. D., Brandchaft, B., & Atwood, G. E. (1987). Psychoanalytic Treatment: An Intersubjective Approach. Hillsdale, NJ: Analytic Press.
- Stolorow, R. D. & Atwood, G. E. (1992). Contexts of Being: The Intersubjective Foundations of Psychological Life. Hillsdale, NJ: Analytic Press.
- Orange, D. M., Atwood, G. E., & Stolorow, R. D. (1997). Working Intersubjectively: Contextualism in Psychoanalytic Practice. Hillsdale, NJ: Analytic Press.
- Stolorow, R. D., Atwood, G. E., & Orange, D. M. (2002). Worlds of Experience: Interweaving Philosophical and Clinical Dimensions in Psychoanalysis. New York: Basic Books.
- Stolorow, R. D. (2007). Trauma and Human Existence: Autobiographical, Psychoanalytic, and Philosophical Reflections. New York: Routledge.
- Stolorow, R. D. (2011). World, Affectivity, Trauma: Heidegger and Post-Cartesian Psychoanalysis. New York: Routledge.

## Произведения и публикации на русском языке
- Столороу Р., Брандшафт Б., Атвуд Дж. Клинический психоанализ. Интерсубъективный подход / Пер. с англ. — М.: Когито-Центр, 1999. — 252 с. — ISBN 5-89353-018-7
- Столороу Р., Этвуд Дж. Психоаналитическая феноменология сновидения // Современная теория сновидений. Сборник. — М.: Рефл-Бук, 1998. — С. 307 — 328. — ISBN 5-87983-077-2
- Столороу Р., Атвуд Дж. Три области бессознательного // Журнал практической психологии и психоанализа. — 2000. — №3.
- Столороу Р. Травма и человеческое существование / Пер. с англ. Длужневская Л.А., Длужневский И.Г. - М.: Когито-Центр, 2016. - 120 с. - ISBN 978-5-89353-463-4